# Луканка

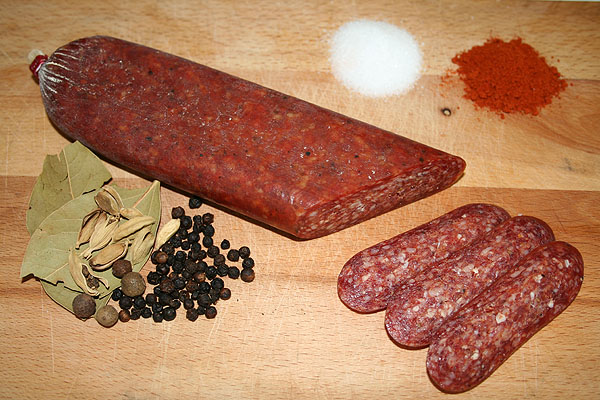
Луканка

Лука́нка (болг. Луканка) — це вид сухої ковбаси, характерний для болгарської кухні. Вона являє плаский, сиров'ялений пресований м'ясний продукт, червоно-коричневого кольору, рівномірно вкритий зовні білою благородною пліснявою. Зсередини луканка має характерну мозаїчну структуру, яка створена з окремих маленьких шматочків жиру і м'яса.
Традиційно, луканка готується з суміші зі свиного та яловичого м'яса та спецій (чорного перцю, кмину, солі), яка набивається в яловичі кишки. При виробництві на промисловій основі використовують і штучні ковбасні оболонки. Існують варіанти тільки з свиного або телячого м'яса. В'ялення (сушіння) та достигання луканки забирає від 20 до не більше ніж 30 днів, при суворому контролі температури, вологості та швидкості повітря. У процесі сушіння, луканка пресується від 2 до 5 разів, як перше пресування здійснюється між 6-им та 8-им днем та продовжується між 12 та 24 годинами. Мета багаторазового пресування це досягання характерної пласкої форми.
Смакові властивості луканки залежать від природних особливостей району виробництва і формуються під впливом специфічної географічної середи благородної плісняви. У Болгарії існує декілька регіонів відомих виробництвом луканки. Особливо слід відзначити регіони Смядово, Панагюріштета Карлово. «Карловська луканка» включена до переліку як ім'я походження у Патентному відомстві Болгарії.
Луканка у формі підкови називається суджук.

## Етимологія
У ХІХ ст. на болгарських земля було розвинуто виготовлення ковбаси в домашніх умовах, здебільшого виробляли традиційні сиро-копчені м'ясні продукти як луканки, суджуки, пастирми та ін. У той час не було машин для молотіння м'яса. Маса наповнення для подрібнених ковбас готувався через подрібнення за допомогою подрібнювача (м'ясорубка) на дерев'яній основі, а наповнення залишалося ручним. В продукти, приготовані з козячого та овечого м'яса, додавали часник, а на ті ж зі свиного м'яса — цибулю. Звідти і виникло ім'я деякого традиційного асортименту сиро-копчених ковбас. Клієнти називали овечі «часникові», а свині — «луканки». Остання з цих назв збереглося й донині.

## Історія
Існують докази, що соління та пресування м'яса були відомі праболгарам ще при заселенні ними болгарських земель у VII століття.
З другої половини XVIII століття датовані відомості, які доводять, що на болгарській землі у великій кількості є консервоване м'ясо. Здебільшого виготовляли два види сиро-копчених продуктів: з подрібненого м'яса (суджук, луканка) та з не подрібненого м'яса (пастирма). Головні споживачі сиро-копчених м*ясних продуктів було турецьке населення та армія.
На основі описаних особливостей були створені видатні болгарські продукти, які до сих пір зберегли своє регіональне ім*я походження, такі як луканки: «Карловська», «Панагюрська», «Смядовська», «Чумерна», «Тирновська», «Трапезіца», «Копрівштенська» та інші.

## Різновиди
Сьогодні більшість луканок втратили зв'язок з географічною приналежністю і відрізняються лише рецептами за якими виготовлені (співвідношення телячого (яловичого) та свиного м'яса, використані приправи та сама технологія приготування).
Виключенням є тільки «Карловська» луканка, яка запатентована і може виготовлятись тільки у місті Карлово.
- Смядовська — Одна з найстаріших і шанованих болгарських луканок. Характерно при її виготовленні використовувати свине м'ясо «Східно-балканської» породи та приправи кардамону та часнику (окрім традиційного чорного перцю), які обумовлюють характерний смак. Співвідношення свинини до телятини зазвичай складає 70:30
- Панагюрська — Ще один надзвичайно популярний рецепт, який бере свій початок від району Панагюріште. Ця луканка є одна з найменших, в якій теляче м'ясо більше ніж свиного (60:40). Характерні приправи як чорний перець та кмин.
- Карловська — Це єдина луканка захищена у болгарському патентному відомстві. Традиційний рецепт її 70 % свиного та 30 % телячого м'яса. Приправи як чорний перець, кмин та паприка (солодкий червоний перець).

Інші популярні луканки:
- Троянська
- Тирновська
- Трапезица
- Чумерна
- Копривштенська